# Nena (Band)/Diskografie
Diese Diskografie ist eine Übersicht über die musikalischen Werke der deutschen NDW-Band Nena. Den Schallplattenauszeichnungen zufolge hat sie bisher mehr als 4,1 Millionen Tonträger verkauft. Ihre erfolgreichste Veröffentlichung ist die Single 99 Luftballons mit über 2,1 Millionen verkauften Einheiten.

## Alben

### Studioalben

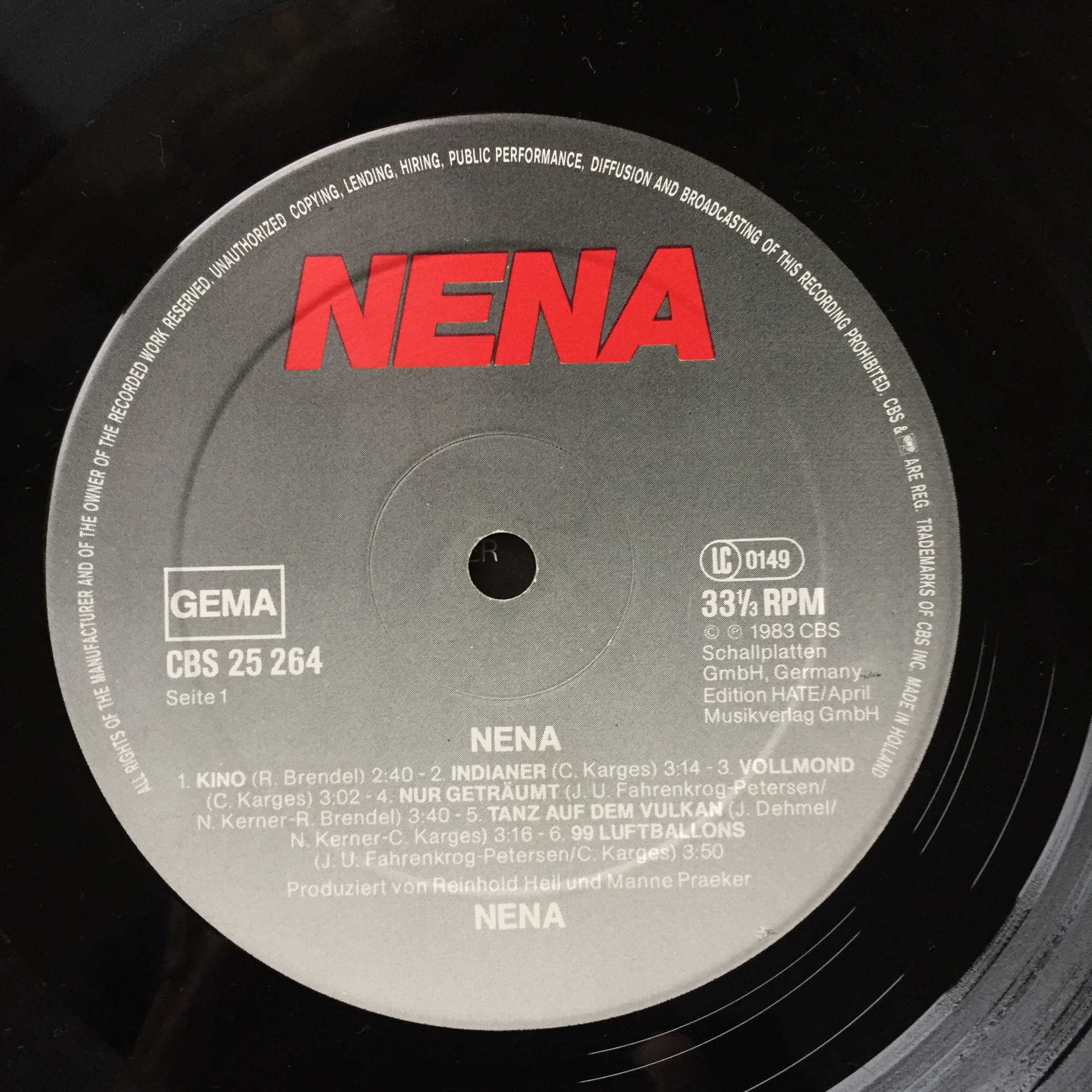
Label zu Nena

| Jahr | Titel Musiklabel                                                                        | Höchstplatzierung, Gesamtwochen/‑monate, AuszeichnungChartplatzierungen (Jahr, Titel, Musiklabel, Platzierungen, Wochen/Monate, Auszeichnungen, Anmerkungen) | Höchstplatzierung, Gesamtwochen/‑monate, AuszeichnungChartplatzierungen (Jahr, Titel, Musiklabel, Platzierungen, Wochen/Monate, Auszeichnungen, Anmerkungen) | Höchstplatzierung, Gesamtwochen/‑monate, AuszeichnungChartplatzierungen (Jahr, Titel, Musiklabel, Platzierungen, Wochen/Monate, Auszeichnungen, Anmerkungen) | Höchstplatzierung, Gesamtwochen/‑monate, AuszeichnungChartplatzierungen (Jahr, Titel, Musiklabel, Platzierungen, Wochen/Monate, Auszeichnungen, Anmerkungen) | Höchstplatzierung, Gesamtwochen/‑monate, AuszeichnungChartplatzierungen (Jahr, Titel, Musiklabel, Platzierungen, Wochen/Monate, Auszeichnungen, Anmerkungen) | Anmerkungen                                               |
| Jahr | Titel Musiklabel                                                                        | DE | AT | CH | UK | US | Anmerkungen                                               |
| ---- | --------------------------------------------------------------------------------------- | --- | --- | --- | --- | --- | --------------------------------------------------------- |
| 1983 | Nena CBS Records                                                                        | DE1 Platin · (43 Wo.)DE | AT1 (33 Wo.)AT | CH20 a (1 Wo.)CH | — | — | Erstveröffentlichung: 14. Januar 1983 Verkäufe: + 900.000 |
| 1984 | ? (Fragezeichen) CBS Records                                                            | DE1 Platin · (34 Wo.)DE | AT1 (4½ Mt.)AT | CH1 (29 Wo.)CH | — | — | Erstveröffentlichung: 27. Januar 1984 Verkäufe: + 550.000 |
| 1985 | Feuer und Flamme auch bekannt als: It’s All in the Game (englische Version) CBS Records | DE2 Gold · (18 Wo.)DE | AT16 (2 Mt.)AT | CH5 (8 Wo.)CH | — | — | Erstveröffentlichung: 24. Juni 1985 Verkäufe: + 250.000   |
| 1986 | Eisbrecher CBS Records                                                                  | DE45 (2 Wo.)DE | — | — | — | — | Erstveröffentlichung: 24. November 1986                   |

- Label zu Nena

### Kompilationen
| Jahr | Titel Musiklabel                                                               | Höchstplatzierung, Gesamtwochen, AuszeichnungChartplatzierungen (Jahr, Titel, Musiklabel, Platzierungen, Wochen, Auszeichnungen, Anmerkungen) | Höchstplatzierung, Gesamtwochen, AuszeichnungChartplatzierungen (Jahr, Titel, Musiklabel, Platzierungen, Wochen, Auszeichnungen, Anmerkungen) | Höchstplatzierung, Gesamtwochen, AuszeichnungChartplatzierungen (Jahr, Titel, Musiklabel, Platzierungen, Wochen, Auszeichnungen, Anmerkungen) | Höchstplatzierung, Gesamtwochen, AuszeichnungChartplatzierungen (Jahr, Titel, Musiklabel, Platzierungen, Wochen, Auszeichnungen, Anmerkungen) | Höchstplatzierung, Gesamtwochen, AuszeichnungChartplatzierungen (Jahr, Titel, Musiklabel, Platzierungen, Wochen, Auszeichnungen, Anmerkungen) | Anmerkungen                                            |
| Jahr | Titel Musiklabel                                                               | DE | AT | CH | UK | US | Anmerkungen                                            |
| ---- | ------------------------------------------------------------------------------ | --- | --- | --- | --- | --- | ------------------------------------------------------ |
| 1984 | 99 Luftballons auch bekannt als: Nena – International Album Epic Records (CBS) | DE23 (10 Wo.)DE | — | — | UK31 (5 Wo.)UK | US27 (14 Wo.)US | Erstveröffentlichung: 9. April 1984 Verkäufe: + 50.000 |
| 1991 | Nena – Die Band Epic Records (Sony)                                            | — | — | — | — | — | Erstveröffentlichung: 16. September 1991               |

## Singles
| Jahr | Titel Album                                                                                      | Höchstplatzierung, Gesamtwochen/‑monate, AuszeichnungChartplatzierungen (Jahr, Titel, Album, Platzierungen, Wochen/Monate, Auszeichnungen, Anmerkungen) | Höchstplatzierung, Gesamtwochen/‑monate, AuszeichnungChartplatzierungen (Jahr, Titel, Album, Platzierungen, Wochen/Monate, Auszeichnungen, Anmerkungen) | Höchstplatzierung, Gesamtwochen/‑monate, AuszeichnungChartplatzierungen (Jahr, Titel, Album, Platzierungen, Wochen/Monate, Auszeichnungen, Anmerkungen) | Höchstplatzierung, Gesamtwochen/‑monate, AuszeichnungChartplatzierungen (Jahr, Titel, Album, Platzierungen, Wochen/Monate, Auszeichnungen, Anmerkungen) | Höchstplatzierung, Gesamtwochen/‑monate, AuszeichnungChartplatzierungen (Jahr, Titel, Album, Platzierungen, Wochen/Monate, Auszeichnungen, Anmerkungen) | Anmerkungen |
| Jahr | Titel Album                                                                                      | DE | AT | CH | UK | US | Anmerkungen |
| ---- | ------------------------------------------------------------------------------------------------ | --- | --- | --- | --- | --- | --- |
| 1982 | Nur geträumt auch bekannt als: Just a Dream (englische Version) Nena                             | DE2 Gold · (32 Wo.)DE | AT9 (4½ Mt.)AT | CH5 (5 Wo.)CH | UK70 (4 Wo.)UK | — | Erstveröffentlichung: Mai 1982 (DE-Version) Erstveröffentlichung: März 1983 (EN-Version) Verkäufe: + 250.000            |
| 1983 | 99 Luftballons auch bekannt als: 99 Red Balloons (englische Version) Nena                        | DE1 Gold · (23 Wo.)DE | AT1 (3½ Mt.)AT | CH1 (11 Wo.)CH | UK1 Platin · (12 Wo.)UK | US2 Gold · (23 Wo.)US | Erstveröffentlichung: 3. Januar 1983 (DE-Version) Erstveröffentlichung: Oktober 1983 (EN-Version) Verkäufe: + 2.180.000 |
| 1983 | Leuchtturm Nena                                                                                  | DE2 (17 Wo.)DE | AT3 (2½ Mt.)AT | — | — | — | Erstveröffentlichung: 25. April 1983                                                                                    |
| 1983 | Kino auch bekannt als: At the Movies (englische Version) Nena                                    | — | — | — | — | — | Erstveröffentlichung: Juni 1983 (DE-Version) Erstveröffentlichung: Juli 1984 (EN-Version)                               |
| 1983 | ? (Fragezeichen) auch bekannt als: ? (Question Mark) (englische Version) ? (Fragezeichen)        | DE3 (20 Wo.)DE | AT4 (3½ Mt.)AT | CH1 (14 Wo.)CH | — | — | Erstveröffentlichung: 14. November 1983 (DE-Version) Erstveröffentlichung: Juli 1984 (EN-Version)                       |
| 1984 | Rette mich ? (Fragezeichen)                                                                      | DE11 (13 Wo.)DE | AT17 (1 Mt.)AT | CH14 (6 Wo.)CH | — | — | Erstveröffentlichung: 28. Februar 1984                                                                                  |
| 1984 | Lass mich dein Pirat sein ? (Fragezeichen)                                                       | DE53 (4 Wo.)DE | — | — | — | — | Erstveröffentlichung: 11. Juni 1984                                                                                     |
| 1984 | Irgendwie, irgendwo, irgendwann Feuer und Flamme                                                 | DE3 (20 Wo.)DE | AT7 (3 Mt.)AT | CH2 (12 Wo.)CH | — | — | Erstveröffentlichung: 10. September 1984                                                                                |
| 1985 | Feuer und Flamme                                                                                 | DE8 (11 Wo.)DE | AT18 (2½ Mt.)AT | CH14 (7 Wo.)CH | — | — | Erstveröffentlichung: 13. Mai 1985                                                                                      |
| 1985 | Haus der drei Sonnen auch bekannt als: It’s All in the Game (englische Version) Feuer und Flamme | DE43 (7 Wo.)DE | — | — | — | — | Erstveröffentlichung: 29. Juli 1985 (DE-Version) Erstveröffentlichung: August 1985 (EN-Version)                         |
| 1985 | Jung wie du Feuer und Flamme                                                                     | — | — | — | — | — | Erstveröffentlichung: November 1985                                                                                     |
| 1986 | Du kennst die Liebe nicht Feuer und Flamme                                                       | — | — | — | — | — | Erstveröffentlichung: 1986                                                                                              |
| 1986 | Mondsong Eisbrecher                                                                              | DE37 (5 Wo.)DE | — | — | — | — | Erstveröffentlichung: 24. November 1986                                                                                 |
| 1987 | Engel der Nacht Eisbrecher                                                                       | — | — | — | — | — | Erstveröffentlichung: Februar 1987                                                                                      |

## Videoalben
| Jahr | Titel Musiklabel                                                 | Anmerkungen                |
| ---- | ---------------------------------------------------------------- | -------------------------- |
| 1984 | Europatour ’84 auch bekannt als: Starportrait Nena CBS Fox Video | Erstveröffentlichung: 1984 |

## Sonderveröffentlichungen
| Jahr | Titel Musiklabel                    | Anmerkungen                                                |
| ---- | ----------------------------------- | ---------------------------------------------------------- |
| 1984 | Nena EP Amiga                       | Erstveröffentlichung: 1984 Veröffentlichung nur in der DDR |
| 1985 | Best 4 You Epic Records (Sony)      | Erstveröffentlichung: 1984 Veröffentlichung nur in Japan   |
| 1985 | Irgendwie irgendwo irgendwann Amiga | Erstveröffentlichung: 1985 Veröffentlichung nur in der DDR |

| Jahr | Titel Musiklabel               | Anmerkungen                                                                      |
| ---- | ------------------------------ | -------------------------------------------------------------------------------- |
| 1986 | Nena Amiga                     | Erstveröffentlichung: 1986 Veröffentlichung nur in der DDR                       |
| 1988 | Golden Stars CBS Records       | Erstveröffentlichung: 1988 Label-Kompilation; Veröffentlichung nur in Österreich |
| 1990 | Original-Aufnahmen CBS Records | Erstveröffentlichung: 1990 Label-Kompilation                                     |
| 2010 | Famous 5 BMG Rights Management | Erstveröffentlichung: 16. April 2010 Teil der „Famous-5“-Reihe                   |
| 2013 | Nena / Die Band Sony Music     | Erstveröffentlichung: 11. Januar 2013 Teil der „2-in-1“-Reihe                    |

## Statistik

### Chartauswertung
|                     | DE    | AT    | CH    | UK    | US    |
| ------------------- | ----- | ----- | ----- | ----- | ----- |
| Nummer-eins-Alben   | DE2DE | AT2AT | CH1CH | UK—UK | US—US |
| Top-10-Alben        | DE3DE | AT2AT | CH2CH | UK—UK | US—US |
| Alben in den Charts | DE5DE | AT3AT | CH3CH | UK1UK | US1US |

|                       | DE     | AT    | CH    | UK    | US    |
| --------------------- | ------ | ----- | ----- | ----- | ----- |
| Nummer-eins-Singles   | DE1DE  | AT1AT | CH2CH | UK1UK | US—US |
| Top-10-Singles        | DE6DE  | AT5AT | CH4CH | UK1UK | US1US |
| Singles in den Charts | DE10DE | AT7AT | CH6CH | UK2UK | US1US |

### Auszeichnungen für Musikverkäufe
| Goldene Schallplatte - Frankreich - 1984: für die Single 99 Luftballons - 1984: für das Album Nena - Kanada - 1984: für das Album 99 Luftballons - Neuseeland - 1984: für die Single 99 Luftballons - Niederlande - 1983: für die Single 99 Luftballons - 1990: für das Album ? (Fragezeichen) - Spanien - 2024: für die Single 99 Luftballons | Platin-Schallplatte - Dänemark - 2022: für die Single 99 Luftballons - Japan - 1984: für das Album Nena - Kanada - 1984: für die Single 99 Red Ballons - Niederlande - 1983: für das Album Nena |

Anmerkung: Auszeichnungen in Ländern aus den Charttabellen bzw. Chartboxen sind in ebendiesen zu finden.
| Land/RegionAuszeichnungen für Musikverkäufe (Land/Region, Auszeichnungen, Verkäufe, Quellen) | Gold       | Platin     | Verkäufe  | Quellen                  |
| -------------------------------------------------------------------------------------------- | ---------- | ---------- | --------- | ------------------------ |
| Dänemark (IFPI)                                                                              | —          | Platin1    | 90.000    | ifpi.dk                  |
| Deutschland (BVMI)                                                                           | 3× Gold3   | 2× Platin2 | 1.750.000 | musikindustrie.de        |
| Frankreich (SNEP)                                                                            | 2× Gold2   | —          | 600.000   | infodisc.fr              |
| Japan (RIAJ)                                                                                 | —          | Platin1    | 200.000   | americanradiohistory.com |
| Kanada (MC)                                                                                  | Gold1      | Platin1    | 150.000   | musiccanada.com          |
| Neuseeland (RMNZ)                                                                            | Gold1      | —          | 10.000    | Einzelnachweise          |
| Niederlande (NVPI)                                                                           | 2× Gold2   | Platin1    | 250.000   | nvpi.nl                  |
| Spanien (Promusicae)                                                                         | Gold1      | —          | 30.000    | elportaldemusica.es      |
| Vereinigte Staaten (RIAA)                                                                    | Gold1      | —          | 500.000   | riaa.com                 |
| Vereinigtes Königreich (BPI)                                                                 | —          | Platin1    | 600.000   | bpi.co.uk                |
| Insgesamt                                                                                    | 11× Gold11 | 7× Platin7 |           |                          |